# The Girl from Nowhere (1921)
The Girl from Nowhere is een Amerikaanse stomme film uit 1921, onder regie van George Archainbaud met in de hoofdrollen Elaine Hammerstein, William B. Davidson en Huntley Gordon.

## Verhaal
Mavis trotseert haar grootvader en gaat ervandoor met Herbert Whitman, een man van sociale standing maar met een slecht karakter. Hij verbergt een gestolen ketting bij haar en probeert haar te laten arresteren wanneer hij onder verdenking komt. Ze zoekt vervolgens haar toevlucht bij de jonge Jimmy Ryder. Nadat ze zich uitgeeft voor mevrouw Ryder, stemt Jimmy ermee in om met haar te trouwen. Geleidelijk aan begint hij van haar te houden. Ondertussen steelt Whitman een juweel van zijn zus Dorothy met de hulp van ex-gevangene La Marche. Jimmy vangt de dief, die in eerste instantie weigert te bekennen. Dorothy beschuldigt Mavis vervolgens van de diefstal, maar ze wordt vrijgepleit door La Marche en Whitman wordt gestraft.

## Rolverdeling
| Acteur              | Personage        |
| ------------------- | ---------------- |
| Elaine Hammerstein  | Mavis Cole       |
| William B. Davidson | Jimmy Ryder      |
| Huntley Gordon      | Herbert Whitman  |
| Louise Prussing     | Dorothy Grosscup |
| Colin Campbell      | Samuel Grosscup  |
| Al Stewart          | Steve La Marche  |
| Warren Cook         | Judge Cole       |
| Vera Conroy         | Grace Parker     |